# Форлимпополи
Форлимпополи (итал. Forlimpopoli) је насеље у Италији у округу Форли-Чезена, региону Емилија-Ромања.
Према процени из 2011. у насељу је живело 9392 становника. Насеље се налази на надморској висини од 28 м.

## Становништво
| 1951. | 1961. | 1971.  | 1981.  | 1991.  | 2001.  | 2011.  |
| ----- | ----- | ------ | ------ | ------ | ------ | ------ |
| 7.324 | 8.525 | 10.229 | 11.173 | 11.343 | 11.442 | 12.982 |